# Spawn (jeu vidéo)
Pour les articles homonymes, voir Spawn.
Spawn est un jeu vidéo d'action-aventure tiré de la bande-dessinée du même nom, développé et édité par Konami sur la console Game Boy Color en 1999.

## Synopsis
Le héros de comics Spawn doit se frayer un chemin à travers quatre mondes remplis d'ennemis. Dans l'un des quatre monde, Spawn se déplace à moto.

## Réception
Le testeur de Pockett.Net trouve que l'animation est globalement réussie mais juge le graphisme « trop basique et répétitif »  Il juge la jouabilité efficace. En revanche, il note que les « angles de vue nuisent beaucoup trop à l'ensemble de la maniabilité ». En conclusion, il pense que le jeu est « achetable ». Il donne la note de 3/5.